# Premi Enric Solbes d'Àlbum Il·lustrat Consorci Ribera i Valldigna
El premi Enric Solbes d'Àlbum Il·lustrat Consorci Ribera i Valldigna, també conegut com a Premi Internacional Enric Solbes d’Àlbum Il·lustrat és un premi a còmic infantil que forma part dels Premis Literaris Ciutat d'Alzira. Hi poden optar obres inèdites escrites en una de les llengües oficials de la península ibèrica, en anglès o francès. Es va convocar per primer cop el 2016 i porta el nom del dissenyador Enric Solbes. Patrocinat pel Consorci Ribera i Valldigna, té una dotació de 6.000 euros.

## Guanyadors
- 2016: Toni Cabo per Nanuq
- 2017 desert[4]
- 2018: Seta Gimeno per Nina[5]
- 2019: Canizales per Monstruo Verde. Finalistes: Blai Senabre i Anna Font per La cabra Serafina.[6]
- 2020: Joan Subirana Subí, per La sopa de Tomàs[7]
- 2021 Cristina Oleby i Pablo Pino per La fuga. Finalistes: Paloma Muiña i Anna Clariana[2]
- 2022 Pilar Martin San Félix i Verònica Aranda per Nora i el soroll misteriós[8]